# Ekaterina Zagrjažskaja
Ekaterina Ivanovna Zagrjažskaja, in russo Екатерина Ивановна Загряжская? (Jaropolec, 25 marzo 1779 – San Pietroburgo, 18 agosto 1842), è stata una nobildonna russa.

## Biografia
Era la figlia del generale Ivan Aleksandrovič Zagrjažskij (1747-1807), e di sua moglie, Aleksandra Aleksandrovna Stepanova (1754-1800). 
Nel 1808, fu nominata damigella d'onore dell'imperatrice Elizaveta Alekseevna. Non avendo figli propri, si prese cura dei figli della sua sorellastra Natal'ja Ivanovna Gončarova.
Inizialmente visse a San Pietroburgo in casa della nipote più giovane, Natal'ja Nikolaevna Gončarova.

## Morte
Morì il 18 agosto 1842 a San Pietroburgo e fu sepolta nel Cimitero Tichvin.